# Aksakovo
Aksakovo (búlgaro: Аксаково) é uma cidade da Bulgária, localizada no distrito de Varna. A sua população era de 7 897 habitantes segundo o censo de 2010.

## População
| Aksakovo | Aksakovo | Aksakovo | Aksakovo | Aksakovo | Aksakovo | Aksakovo | Aksakovo | Aksakovo | Aksakovo | Aksakovo | Aksakovo | Aksakovo | Aksakovo | Aksakovo | Aksakovo | Aksakovo | Aksakovo | Aksakovo | Aksakovo |
| --- | -------- | -------- | -------- | -------- | -------- | -------- | -------- | -------- | -------- | -------- | -------- | -------- | -------- | -------- | -------- | -------- | -------- | -------- | -------- |
| Ano | 1887     | 1910     | 1934     | 1946     | 1956     | 1965     | 1975     | 1985     | 1992     | 2001     | 2002     | 2003     | 2004     | 2005     | 2006     | 2007     | 2008     | 2009     | 2010     |
| População |          |          |          | …        | …        | …        | …        | …        | 7,039    | 7,269    | 7,283    | 7,483    | 7,501    | 7,598    | 7,616    | 7,632    | 7,638    | 7,787    | 7,897    |
| Fontes: Instituto Nacional de Estatísticas, „citypopulation.de“, „pop-stat.mashke.org“, Bulgarian Academy of Sciences |          |          |          |          |          |          |          |          |          |          |          |          |          |          |          |          |          |          |          |